# Lombron
Lombron est une commune française, située dans le département de la Sarthe en région Pays de la Loire, peuplée de 1 937 habitants.
La commune fait partie de la province historique du Maine, et se situe dans le Haut-Maine (Maine roux).

## Géographie
| Torcé-en-Vallée, Sillé-le-Philippe | Saint-Célerin       | La Chapelle-Saint-Rémy |
| Saint-Corneille                    | Lombron             | La Chapelle-Saint-Rémy |
| Montfort-le-Gesnois                | Montfort-le-Gesnois | Connerré               |

### Climat
Pour des articles plus généraux, voir Climat des Pays de la Loire et Climat de la Sarthe.
En 2010, le climat de la commune est de type climat océanique dégradé des plaines du Centre et du Nord, selon une étude du CNRS s'appuyant sur une série de données couvrant la période 1971-2000. En 2020, Météo-France publie une typologie des climats de la France métropolitaine dans laquelle la commune est exposée à un climat océanique altéré et est dans la région climatique  Moyenne vallée de la Loire, caractérisée par une bonne insolation (1 850 h/an) et un été peu pluvieux. 
Pour la période 1971-2000, la température annuelle moyenne est de 11 °C, avec une amplitude thermique annuelle de 14,6 °C. Le cumul annuel moyen de précipitations est de 714 mm, avec 11,4 jours de précipitations en janvier et 7,1 jours en juillet. Pour la période 1991-2020, la température moyenne annuelle observée sur la station météorologique de Météo-France la plus proche, sur la commune de Saint-Corneille à 6 km à vol d'oiseau, est de 12,0 °C et le cumul annuel moyen de précipitations est de 774,0 mm,. Pour l'avenir, les paramètres climatiques de la commune estimés pour 2050 selon différents scénarios d'émission de gaz à effet de serre sont consultables sur un site dédié publié par Météo-France en novembre 2022.

## Urbanisme

### Typologie
Au 1er janvier 2024, Lombron est catégorisée commune rurale à habitat dispersé, selon la nouvelle grille communale de densité à sept niveaux définie par l'Insee en 2022.
Elle est située hors unité urbaine. Par ailleurs la commune fait partie de l'aire d'attraction du Mans, dont elle est une commune de la couronne,. Cette aire, qui regroupe 144 communes, est catégorisée dans les aires de 200 000 à moins de 700 000 habitants,.

### Occupation des sols
L'occupation des sols de la commune, telle qu'elle ressort de la base de données européenne d’occupation biophysique des sols Corine Land Cover (CLC), est marquée par l'importance des territoires agricoles (72,4 % en 2018), en diminution par rapport à 1990 (74,3 %). La répartition détaillée en 2018 est la suivante : 
terres arables (30,4 %), prairies (25,1 %), forêts (22,3 %), zones agricoles hétérogènes (16,8 %), zones urbanisées (4,2 %), milieux à végétation arbustive et/ou herbacée (1,2 %). L'évolution de l’occupation des sols de la commune et de ses infrastructures peut être observée sur les différentes représentations cartographiques du territoire : la carte de Cassini (XVIIIe siècle), la carte d'état-major (1820-1866) et les cartes ou photos aériennes de l'IGN pour la période actuelle (1950 à aujourd'hui).

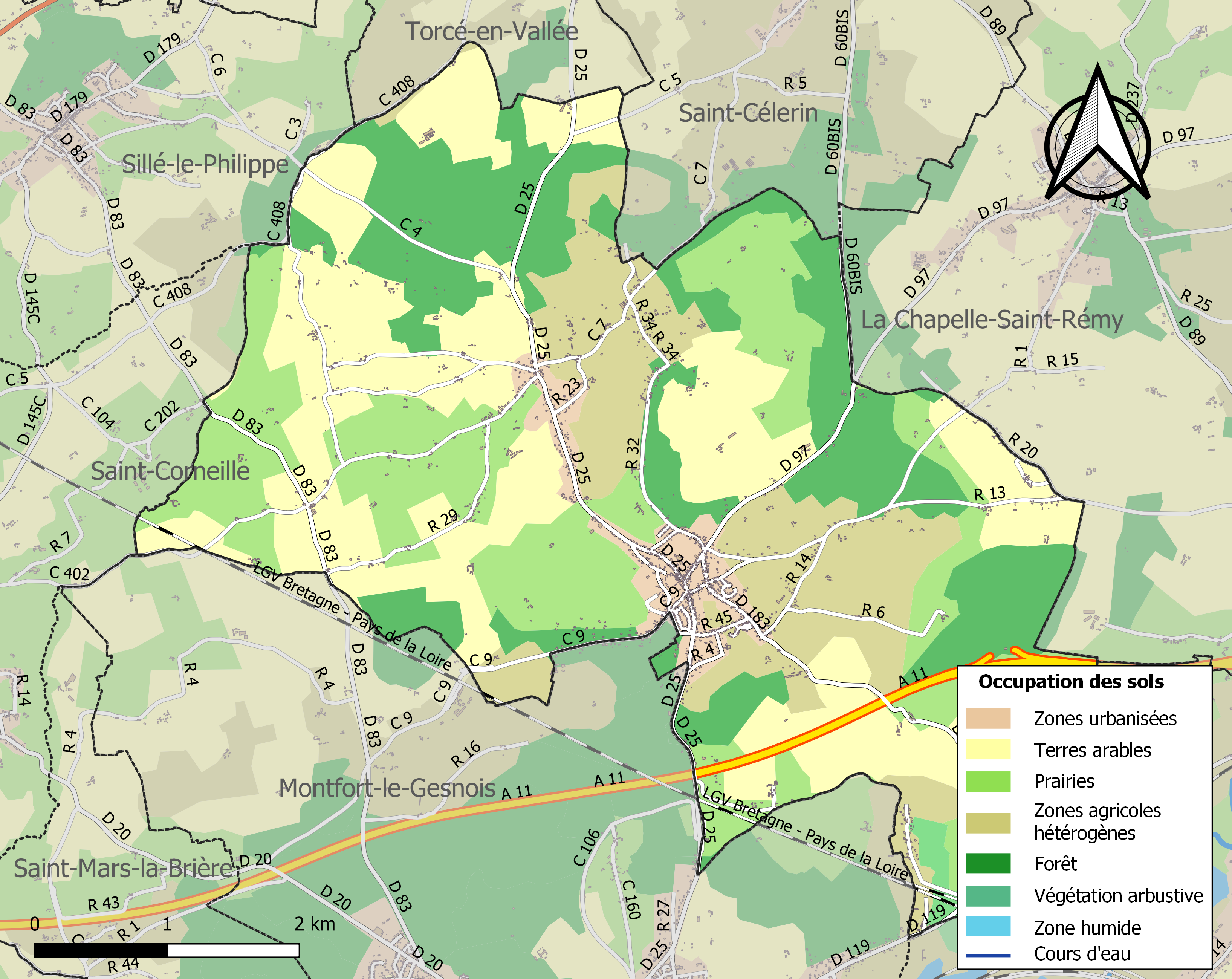
Carte des infrastructures et de l'occupation des sols de la commune en 2018 (CLC).

## Toponymie
- Si vous ne connaissez pas le sujet, laissez ce bandeau (vous pouvez alors contacter les auteurs).
- Si vous supprimez le contenu mis en cause (vous pouvez préalablement contacter les auteurs),

argumentez précisément cette suppression dans la page de discussion
(un manque de référence n'est pas un argument ; une recherche réelle de référence doit avoir été effectuée, être formellement documentée).
Le nom de la localité est attesté sous les formes Lunbrun et Lumbrun en 1050 et 1102. L'origine du toponyme a été longtemps considérée comme obscure. Son origine est probablement gauloise pour les raisons suivantes :
On peut trouver deux racines celtiques. La partie lum- (devenue ici Lom-) est issue d'une base désignant les marécages limoneux probablement très présents avant qu'ils ne deviennent des étangs au nord et à l'ouest du village. La partie -brun (devenue ici -bron) est issue d'une base bere qui désignait une colline d'apparence allongée (même racine qu'une barre de collines, et que barrer) et ayant une grande part de son périmètre suffisamment escarpée pour que les Gaulois aient pu y voir un site propice à l'installation d'un camp fortifié.
Ceci est compatible avec la butte de Montrentin, dont le nom actuel peut-être postérieur à la création du nom d'origine de Lombron si celui-ci a migré vers le sud (possible déplacement paroissial pré-médiéval). Mais ce peut être aussi l'une des collines au-dessus de la Pelterie ou du Buisson. Toutefois, le nom Lombron n'est pas compatible avec une origine dans la motte de Bresteau[pas clair] qui est trop petite. Le nom actuel de celle-ci peut avoir aussi une origine médiévale dans un mot issu également de la racine gauloise bere ; il peut avoir signifié petit tertre fortifié ; c'est la partie -ellum du nom Breitellum latinisé en latin médiéval qui évoque la petitesse, et c'est le t , reste d'un suffixe à la partie bere qui évoquerait la fortification.
Seule l'archéologie pourra peut-être un jour dire s'il y a eu un fort gaulois en bois sur une des collines citées ; par exemple sur la colline de la Pelterie avec des fortins avancés comme à Bresteau, lequel se serait perpétué.
Le gentilé est Lombronnais.

## Politique et administration
Le conseil municipal est composé de dix-neuf membres dont le maire et cinq adjoints.

## Démographie
L'évolution du nombre d'habitants est connue à travers les recensements de la population effectués dans la commune depuis 1793. Pour les communes de moins de 10 000 habitants, une enquête de recensement portant sur toute la population est réalisée tous les cinq ans, les populations de référence des années intermédiaires étant quant à elles estimées par interpolation ou extrapolation. Pour la commune, le premier recensement exhaustif entrant dans le cadre du nouveau dispositif a été réalisé en 2008.
En 2022, la commune comptait 1 937 habitants, en évolution de +1,04 % par rapport à 2016 (Sarthe : −0,25 %, France hors Mayotte : +2,11 %).
| 1793  | 1800  | 1806  | 1821  | 1831  | 1836  | 1841  | 1846  | 1851  |
| ----- | ----- | ----- | ----- | ----- | ----- | ----- | ----- | ----- |
| 1 344 | 1 361 | 1 502 | 1 184 | 1 520 | 1 645 | 1 593 | 1 600 | 1 555 |

| 1856  | 1861  | 1866  | 1872  | 1876  | 1881  | 1886  | 1891  | 1896  |
| ----- | ----- | ----- | ----- | ----- | ----- | ----- | ----- | ----- |
| 1 443 | 1 448 | 1 388 | 1 392 | 1 407 | 1 345 | 1 381 | 1 367 | 1 311 |

| 1901  | 1906  | 1911  | 1921  | 1926  | 1931  | 1936  | 1946  | 1954  |
| ----- | ----- | ----- | ----- | ----- | ----- | ----- | ----- | ----- |
| 1 249 | 1 312 | 1 317 | 1 196 | 1 134 | 1 046 | 1 060 | 1 034 | 1 016 |

| 1962  | 1968 | 1975 | 1982  | 1990  | 1999  | 2006  | 2008  | 2013  |
| ----- | ---- | ---- | ----- | ----- | ----- | ----- | ----- | ----- |
| 1 048 | 991  | 973  | 1 261 | 1 786 | 1 825 | 1 927 | 1 962 | 1 933 |

| 2018  | 2022  | - | - | - | - | - | - | - |
| ----- | ----- | - | - | - | - | - | - | - |
| 1 901 | 1 937 | - | - | - | - | - | - | - |

## Lieux et monuments

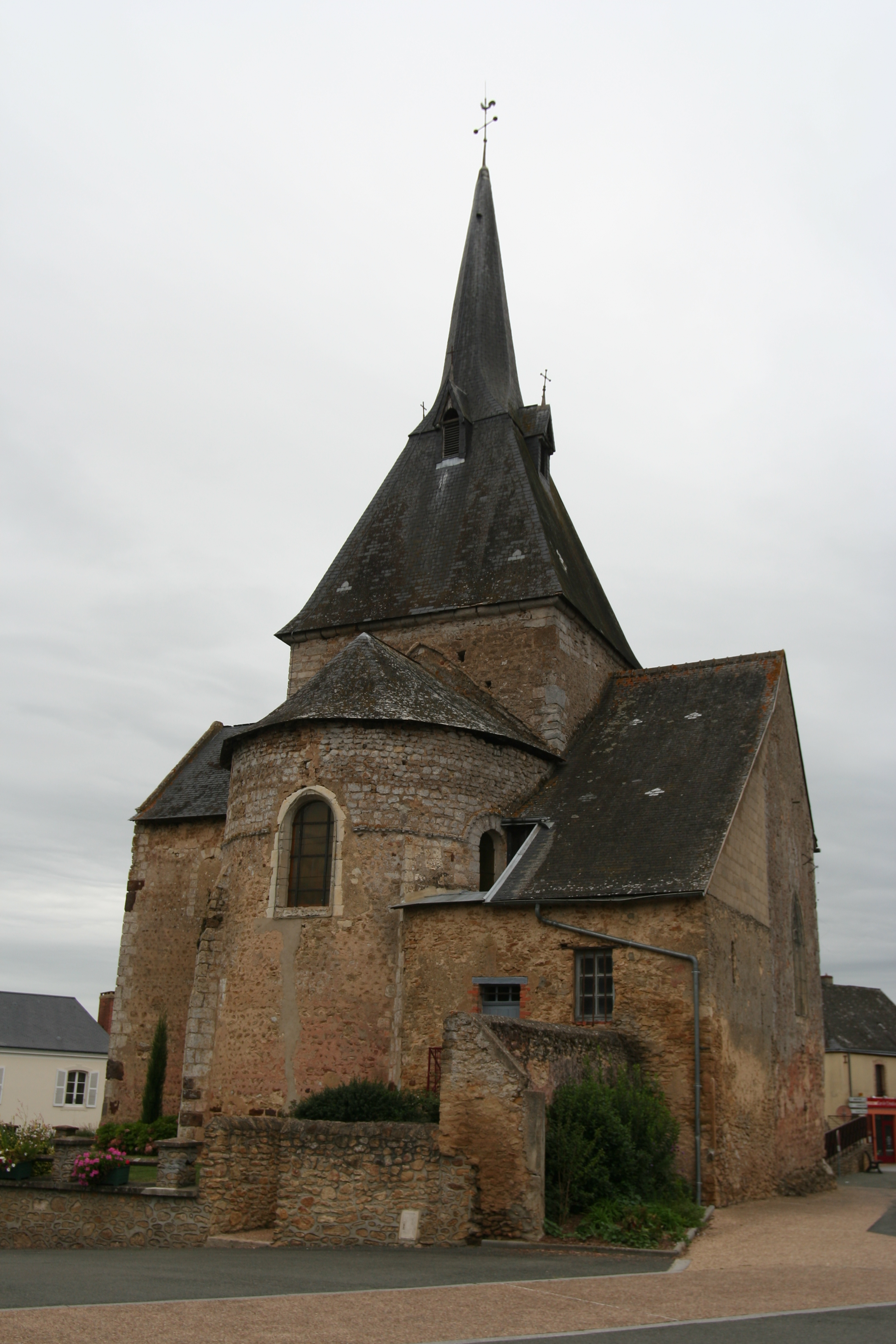
L'église Saint-Martin.

- Château de Lauresse, du XVIIe siècle, inscrit au titre des monuments historiques par arrêté du 2 mars 1970[24].
- Église Saint-Martin, des XIIe et XVe siècles, inscrite au titre des monuments historiques par arrêté du 5 décembre 1973[25].
- Château de l'Aunay ou manoir de la Grand' Maison, du XVe siècle[26].

## Activité label et manifestations

### Labels
La commune est un village fleuri (une fleur) au concours des villes et villages fleuris.

### Sports
Le Lombron Sports fait évoluer deux équipes de football en divisions de district.

## Personnalités liées
- Marcel-Pierre Cléach (né en 1934), maire de Lombron de 1971 à 2001, sénateur et conseiller général.